# Dokka
Dokka è un villaggio della Norvegia, situato nella municipalità di Nordre Land, nella contea di Innlandet.